# چپاگاتی
چپاگاتی (به ایتالیایی: Cepagatti) یک کومونه در ایتالیا است که در استان پسکارا واقع شده‌است.

## خصوصیات
چپاگاتی ۳۰٫۳۴ کیلومترمربع مساحت و ۹٬۹۰۳ نفر جمعیت دارد و ۱۴۵ متر بالاتر از سطح دریا واقع شده‌است.